# Xã Fort, Quận Marshall, South Dakota
Xã Fort (tiếng Anh: Fort Township) là một xã thuộc quận Marshall, tiểu bang Nam Dakota, Hoa Kỳ. Năm 2010, dân số của xã này là 38 người.